# Isotomurus stuxbergi
Isotomurus stuxbergi är en urinsektsart som först beskrevs av Tycho Fredrik Hugo Tullberg 1876.  Isotomurus stuxbergi ingår i släktet Isotomurus, och familjen Isotomidae. Arten är reproducerande i Sverige.